# Club Sport Cartaginés
El Club Sport Cartaginés es un club de fútbol de Costa Rica, con sede en la ciudad de Cartago en la provincia del mismo nombre. Fue fundado el domingo 1 de julio de 1906, aspecto que lo convierte en el equipo profesional más antiguo de Costa Rica y Centroamérica, de existencia ininterrumpida y le confiere la distinción de ser decano del fútbol de la zona.
Pertenece y juega en la Primera División de Costa Rica, categoría en la que ha permanecido desde 1921, a excepción del período de 1927 hasta 1935 y su descenso en 1982, aunque regresó al en el año 1983 hasta la actualidad. Sus mayores rivales son el Deportivo Saprissa, Liga Deportiva Alajuelense, y el Club Sport Herediano. 

## Historia del Club

### 1906-1910 Los primeros años
La fundación del club fue iniciativa de varios ciudadanos cartagineses y extranjeros  de varias nacionalidades en especial por el canadiense William Henry Pirie Wiley, un joven de entre 19 y 20 años que llegó a Cartago a principios del siglo XX, pronto contrajo matrimonio con una distinguida cartaginesa Rosalía Sancho. Pirie fue fundador, jugador y primer presidente de la institución. El club, es el segundo equipo más antiguo en el fútbol costarricense fundado en el año de 1906, solo superado por el Club Sport La Libertad, fundado en 1905, sin embargo su distinción es por ser el equipo más antiguo del fútbol federado en Centroamérica.
Desde su fundación en 1906 y hasta 1910 el equipo jugaba "matchs" amistosos contra equipos de la capital como el Club Sport Josefino, Club Sport La Libertad y el Club Sport Costarricense entre otros y también según lo dicta la historia la mayoría de juegos se realizaron en Cartago, entre sus rivales estuvieron: el Club de los Artesanos, el Club Sport Monte Líbano y el Club El Combate y algunos otros de la equipos existentes de las demás provincias, que eran además escasos.
Y así, entre limitaciones de canchas, organización y ausencia de equipos, transcurrieron los primeros años, y a partir del 4 de mayo de 1910 el fútbol se paralizó en Cartago por algún tiempo, ya que la Plaza Iglesias (sede del equipo en ese momento) debió ser utilizada para acciones propias del impacto de los fuertes sismos.
| Robert Corfield   |
| Enrique Castro    |
| Roberto Gutiérrez |
| William Pirie     |
| Gonzalo Sancho    |
| Matías Ulloa      |
| David Peralta     |
| Gonzalo Robles    |
| Julio Peña        |

| Rafael Oreamuno    |
| Fernando Figuls    |
| Arthur Larsen      |
| Arturo Quirós      |
| Rafael Vaglio      |
| Alberto Alfaro     |
| Ricardo Zeledón    |
| Constantino Carazo |
| Roberto Ortiz      |

### 1911-1920: Reorganización.
En 1914  luego de ya una Cartago  completamente reconstruida por el terremoto, un grupo de cartagineses se organizó para levantar de nuevo al equipo, aún con las penurias de la reconstrucción de la ciudad y en medio de una realidad en la que algunos fundadores y simpatizantes del Club habían emigrado de Cartago. Con nueva gente inició la reorganización y el Cartaginés regresó a las canchas en 1914 realizando varios juegos amistosos. Después del gran empeño y dedicación el equipo volvió a tener una sede denominada Casa Club.
Durante este período de tiempo el Club Sport Cartaginés, dejó atrás el uniforme azul/rojo y empieza a utilizar el  uniforme azul/blanco,el cual prevalece  como indumentaria principal hasta el día de hoy.

### 1921-1926: El inicio a la era federada y el primer campeonato nacional.
Fue así como se mantuvo jugando con equipos de canchas abiertas hasta 1921 cuando se estableció el fútbol organizado en Costa Rica al fundarse la Liga Nacional, hoy Federación Costarricense de Fútbol. 
En 1923, el Club Sport Cartaginés ganó el Campeonato Nacional, con una nómina considerada la mejor de la segunda década de existencia de la institución. El grupo que ganó el histórico galardón lo integraron los jugadores:
| Alineación: - Antonio Bianchini - Ricardo Campos - Abel Aguilar - Lorenzo Arias - Mario Carazo - Bernardo Ramírez - Reinaldo Coto - Rafael Alvarado - Alejandro Valerin - Abelardo Brenes - José Cróceri |  | Campeón 1923 Bianchini Brenes Aguilar Alvarado Arias Monge Carazo Croceri Coto Campos Ramírez |
| Campeón 1923 Bianchini Brenes Aguilar Alvarado Arias Monge Carazo Croceri Coto Campos Ramírez |  |                                                                                               |

Resto del Plantel: Jesús Arias, Ovidio Cordero, Mariano Monge, Ramón Aguilar.
En el torneo siguiente el equipo obtiene el subcampeonato de 1924. Un dato importante constituye el hecho que en 1925 se fueron bajo contrato a jugar a fútbol a Cuba tres jugadores del equipo Campeón de 1923: Lorenzo Arias, José Croceri y Ricardo Campos. Estos tres jugadores se convirtieron así en los primeros costarricense en jugar como profesionales en el extranjero.

### 1927-1934: Período de inactividad
De 1927 a 1934, hubo un largo receso de 10 años que mantuvo al equipo y a la institución lejos de toda actividad. Esto obedeció a que al club se le fueron los principales jugadores, tres de ellos contratados en el extranjero, y a que otros marcharon hacía San José, como parte del éxodo provocado por los terremotos de 1910. Además de un incendio que acabó con las oficinas del club. Estas circunstancias, tornaron imposible para el equipo sostener una nómina permanente para enfrentar los diversos compromisos del club.

### 1935-1940: Retorno y campeones nacionales
El club logró rearmarse en 1935 y ganó el cetro de la segunda y tercera categoría. En el regreso a la Primera División, contra todos los pronósticos Cartaginés se impuso a los favoritos y se alzó con el Campeonato, sumando así el segundo en su historia. En la última fecha del torneo de 1936 Cartaginés venció al  Club Sport Herediano un gol por cero y alcanzó en puntos al Club Sport La Libertad, lo que obligó a definir el campeón en una serie de tres juegos, todos en el Estadio Nacional. El primer encuentro se jugó el 20 de diciembre con resultado de empate a un gol. El segundo de la serie tuvo lugar el 27 de diciembre con empate a dos. El juego definitivo se efectuó a las 10:30 de la mañana del domingo 10 de enero de 1937 triunfando Cartaginés un gol por cero, con anotación del capitán del equipo, Walter Evans.
Los jugadores del equipo Campeón fueron: Armando Calleja, Enrique Madriz, Napoleón Aguilar, Lorenzo Arias, Walter Evans, Godofredo Cruz, Edgar Pacheco, Manuel Monge, Humberto Pacheco, Antonio Velazco, José Marín, José Madriz, Nicolás Sterloff, Dagoberto Cruz, Claudio Escoto, Aníbal Madriz, Omar Flores, Otto Meza.
Apenas 4 años después de ganar el torneo de 1936, la afición cartaginesa disfrutó de otro gran triunfo al ver coronado su equipo una vez más en 1940. Dos títulos en solo cuatro años. Una proeza que sustenta la afirmación que esa es hasta el momento la Edad Dorada del Cartaginés. Este nuevo campeonato, el tercero de la historia del club, se gestó con la destacada actuación desempeñada a lo largo de todo el torneo, derrotando en el último encuentro al Club Sport Herediano.
El juego tuvo lugar el domingo 12 de enero de 1941 en el Estadio Nacional, a las 3 de la tarde, ante una concurrencia de 8000 espectadores. Los brumosos se sobrepusieron a una desventaja de un gol contra tres, con que concluyó la primera parte, para acabar venciendo a los rojiamarillos 4 por 3 con dos anotaciones de Hernán Cabalceta y otras dos de Rafael “Fello” Meza.
| Alineación: - Manuel Cantillo - Napoleón Aguilar - Enrique Madriz - Carlos Chinchilla - Humberto Cisneros - Jorge Calvo - José Marín - Marcos Madriz - José Rafael Meza Ivancovich - Hernán Cabalceta - Alfonso Arnàez |  | Campeón 1940 Cantillo Aguilar Madriz Chinchilla Cisneros Calvo Marín Madriz "Fello" Meza Cabalceta Arnàez |
| Campeón 1940 Cantillo Aguilar Madriz Chinchilla Cisneros Calvo Marín Madriz "Fello" Meza Cabalceta Arnàez |  | |

Resto del Plantel: Alfredo Cruz Bolaños, Carlos Robles, Rafael Camacho, Antonio Achoy y Godofredo Cruz.

### 1941-1959: Pérdida de protagonismo  y construcción del estadio
Luego de los laureles que obtuvo el equipo en la década anterior, el rendimiento deportivo decayó notoriamente hasta posiciones intermedias.
De nuevo la institución brumosa se enfrenta a vicisitudes del destino, ahora en relación con la Guerra Civil de 1948 que derivó otra vez en la pérdida de su sede social, quemada como consecuencia de un siniestro. Fue la segunda ocasión que un incendio dejó al Club sin sede, una calamidad ya experimentada en abril de 1936.
En esta época se hicieron las gestiones para la construcción del Estadio Fello Meza. Fue el 18 de mayo de 1946 cuando se formalizó legalmente la compra del terreno por un total de 32 mil colones: 15 mil en efectivo que se le entregaron a la propietaria más 17 mil en hipoteca. Para hacerle frente a la deuda pendiente e iniciar las obras de construcción hubo necesidad de segregar un lote de 1549 metros cuadrados. Los miembros directivos de la institución, con el afán de impulsar el inicio de las obras, donaron  cada uno un saco de cemento, en tiempos en que el valor de cada saco era de 7 colones, lo cual motivó una fila de aportes similares. Fue así como los directivos del Cartaginés, respaldados por la Municipalidad de Cartago, llevaron adelante la construcción del Estadio iniciándola en 1946 y terminándola en 1949, en un proceso que demandó varias etapas de trabajo.
Tiene, sin embargo, su brillo deportivo esta época a nivel individual (1946-1955), pues emergieron nuevas figuras que mantuvieron al CSC vigente. Así aparecieron en el Cartaginés para dejar su huella jugadores como: Asdrúbal Meneses, “Colorado” Alvarado, Alexis Goñi, Guido Cubero, Panzón Umaña, Danilo Alfaro, Jaime Meza, “Tazo” Jiménez, “Lulu” Jiménez y Valverde.
En 1959 el equipo obtuvo el subcampeonato en el torneo de Copa Costa Rica, donde en la final perdió con un marcador de 2-1 ante el Club Sport Herediano.

### 1960 - 1979:Ballet Azul
EL Club Sport Cartaginés continúa su marcha, En los inicios de la década de los 60 figuran entre los jugadores más distinguidos del Cartaginés: Asdrúbal Meneses, Rigoberto Rojas, Guido Cubero, Tarcisio Guillén, Enrique Córdoba y Alberto Armijo, goleador nacional en el Campeonato de 196a con 16 tantos. Además se dio el debut de Leonel Hernández en la Primera División, el día 15 de abril de 1962 en el Estadio de Cartaginés, con triunfo local sobre Deportivo Saprissa 2 goles a 1. Debutó también otro eternamente grande en la historia del CSC: Wally Vaughns, en 1964.
En 1963 se organizó la Copa Gastón Michaud la cual fue ganada por los cartagineses de manera invicta, obteniendo su primer cetro de copa en la historia.
El equipo recuperó el protagonismo y esa bonanza futbolística multiplicó los ingresos económicos del Club y se tradujo en una notoria mejoría en las arcas de los demás equipos, beneficiados por la cantidad de seguidores que admiraban al Cartaginés donde jugara.
En 1966 los compromisos internacionales fueron intensos para el CSC con un total de siete confrontaciones, gracias al hecho de tener un buen equipo. Sobresale una gira efectuada a Estados Unidos (primer equipo tico que viajó a esa nación), donde enfrentó al Guadalajara de México y al Emelec de Ecuador. Al concluir el Campeonato nuevamente Cartaginés fue tercero, algo duro para sus seguidores que veían pasar otra campaña de gran espectáculo y altas expectativas, pero sin alcanzar título.
Los buenos momentos del CSC, de los años 1965-1966 quedaron en el recuerdo durante 1967, año en que el equipo bajó de posiciones intermedias de la tabla. Para 1968 el rendimiento subió y se obtuvo el subcampeonato. Pero fue para el torneo de 1969 cuando el “Ballet Azul” volvió por sus fueros, siendo reconocido en todas las canchas del país como el mejor del fútbol nacional, atrayendo como local y visitante grandes cantidades de aficionados. Cartaginés brillaba con luz propia y se perfilaba como futuro campeón, reactivando el entusiasmo y la fe entre los aficionados brumosos. La afición parecía ya recuperada de la decepción que dejó los torneos anteriores, que una vez más vio escaparse un título nacional, a pesar del gran rendimiento y espectáculo demostrado por el equipo.
El club logró llegar a la final contra el Deportivo Saprissa en 1973 y 1975, en el célebre hexacampeonato de los morados. El Cartaginés volvió al reconocimiento local al ganar los subcampeonatos de 1977 y 1979, con dos muy buenos equipos. Adicionalmente, logró el subcampeonato de la Copa Fraternidad Centroamericana en 1978.
La final de 1979, en el antiguo Estadio Nacional frente al Club Sport Herediano marcó un récord de asistencia en el fútbol costarricense, con una concurrencia que superó las 24 mil 400 personas.
En 1979 el Cartaginés obtuvo el cetro de la Copa Campeón de Campeones, venciendo en una cuadrangular al Deportivo Saprissa, Liga Deportiva Alajuelense y Club Sport Herediano.
Entre las figuras grandes de Cartaginés en esos años sobresalen: Julio Morales, Wally Vaughns, Rodolfo "Bobby" Álvarez, Víctor Monge, Mario Esquivel, Gilberto “Beto” Ugalde, Herberth Quesada, Carlos Solano, Alfonso Brenes, Rafael Solano, José "Rudo" Calderón, Álvaro Cascante, Hilario Falcón, Héctor Coto, Hernán Morales, Walter Elizondo, Alfredo Piedra, el argentino Ricardo Carreño y el peruano Augusto Palacios, considerados por muchos como los dos mejores extranjeros que han defendido los colores del club.

### 1980-1983: Descenso a Segunda División
En contraste con los logros y el gran nivel mostrado por el equipo en la década anterior, los 80s fueron, inicialmente, de trámite discreto y complicado para el Cartaginés. La institución debió pasar por un cambio generacional significativo, sumado a una cadena de desaciertos en la parte administrativa.
La cadena de desaciertos en que incurrió el CSC,  se extendió a lo largo de todo el campeonato del año 1982, durante el cual el equipo utilizó una cifra récord de cinco directores técnicos. El último de ellos, Álvaro Grant McDonald, quien llegó a un equipo en agonía, desahuciado, a intentar salvar al conjunto cartaginés del descenso en los últimos cinco juegos.
Fue el domingo 24 de octubre cuando el CSC se despidió de la Primera División cayendo cero por uno, en el “Fello” Meza, ante el Municipal San José. Pero el equipo había llegado a dicho compromiso ya descendido, tras caer una semana antes en San Ramón, ante los locales, uno por cero. El papel desempeñado por el Cartaginés se refleja en las estadísticas finales del torneo: 36 juegos disputados, 7 triunfos, 9 empates y 20 derrotas, con solo 31 goles a favor y 56 en contra.
El descalabro del 82 sirvió para que Cartago despertara y una nueva Junta Directiva asumiera con seriedad el compromiso del descenso. Fue esa decisión, adoptada con inmediatez y asumida con valentía, lo que evitó la desaparición del Cartaginés y condujo a un trabajo duro que hizo posible levantarlo de las cenizas y llevarlo de regreso a la máxima división. El Club contrató los servicios del técnico Juan José Gámez, a quien se le encomendó el diseño y ejecución de un plan que condujera a retornar a la Primera División en un proceso de 2 años. Del equipo que descendió únicamente se mantuvo Hilario Falcón, Rodolfo Álvarez, Geovanny Alfaro, Carlos Bolaños y Fernando Montero.
Juan José Gamez formó un grupo con jugadores en un 95 por ciento de la provincia, reforzado con los 5 mencionados antes que actuaron en el 1982, y otros jóvenes que llegaron al Cartaginés. El trabajo lo inició Gámez en noviembre de 1982, un mes después del descenso, siendo su asistente técnico Sady Gutiérrez.
En el campeonato de Segunda división de 1983 el Cartaginés logró la clasificación a la hexagonal final en el primer lugar después de 20 juegos, 6 empates y solo dos derrotas, con 39 goles a favor y 12 en contra. En la hexagonal final que disputó el Cartaginés para buscar el regreso a la Primera, se obtuvo un excelente rendimiento que le dio el primerísimo lugar en forma invicta. El balance final fue el siguiente: 9 victorias, 1 empate y cero derrotas, 18 goles a favor y solo uno en contra.
El Cartaginés campeón de segunda división estuvo conformado de la siguiente manera:
Rodolfo Álvarez y el joven William Brenes, quienes se alternaron la portería durante todo el torneo. En la línea defensiva destacaron la fuerza de Hilario Falcón y Fernando Montero, la elegancia de José Chan, la solvencia de Edwin “Sarapiquí” Salazar y la eficacia de Alberto Tencio. La línea media estuvo a cargo de Carlos Bolaños, Geovanny Alfaro, José Astúa y el inteligente Enrique Mora. Y en la delantera destacaron: el acucioso Manuel Monge, Miguel Calvo, Elías Arias, Manuel Mora y Alberto Guzmán y Carlos Herrera.

### 1984-1999: Regreso a Primera División y Monarcas de CONCACAF
A inicios de 1984 bajo la dirección técnica de Juan José Gámez, el club consiguió su segundo título de copa al ganar la Copa Asamblea Legislativa, donde venció en la final a Limón 1-0.
En el Campeonato nacional de 1987, el Cartaginés volvió una vez más al protagonismo, al obtener un nuevo subcampeonato contra el Herediano, 8 años después de su última final de primera división disputada.
El club obtiene otro subcampeonato en el Campeonato nacional 1992-1993, al perder contra el Herediano (global 0-2).
La década de los 90s está marcada por el logro internacional más relevante en la historia del Club Sport Cartaginés: la obtención del título de la Copa de Campeones de la Concacaf 1994. El primer encuentro disputado fue en Guatemala frente al Comunicaciones con derrota brumosa de 2-0, en el juego de vuelta ganó 4-0 al Comunicaciones avanzando a la siguiente etapa de aquel corto certamen, seguidamente Cartaginés enfrentó al Petrotela de Honduras que dicho sea de paso posterior a esta copa de CONCACAF en 1994 desaparecería completamente del fútbol para no retornar nunca. Las semifinales y la final de aquel torneo se realizaron en California, Estados Unidos. En la semifinal los brumosos se enfrentaron al equipo US Robert de Martinica, y el marcador al final de los 90 minutos fue 0-0 por lo que el ganador se definió por una tanda de penales. Al final se obtuvo el pase a la final que sería a un único partido contra el Atlante de México. El resultado fue 3-2 a favor del Cartaginés.
Monarcas de CONCACAF(1995)
| Alineación: - Marvin Solorzano - Juan Alvarado - Luiz Claudio Dos Santos - Dager Villalobos - Marco Tulio Hidalgo - Martín Estrada - Heriberto Quirós - Ciro Paulino Castillo - Alexander Madrigal - Humberto Brenes - Bernard "Dinamita" Mullins |  | Campeón CONCACAF 1995 Solorzano Alvarado Dos Santos Villalobos Hidalgo Estrada Quirós Castillo Madrigal Brenes "Dinamita" Mullins |
| Campeón CONCACAF 1995 Solorzano Alvarado Dos Santos Villalobos Hidalgo Estrada Quirós Castillo Madrigal Brenes "Dinamita" Mullins |  | |

Resto del Plantel: César Chacón, Francisco Rojas, Martín Estrada, Alexánder Gómez, Rolando Marchena, Cristian Mena, Juan Luis Parra, Enrique Smith, Humberto Brenes, Carlos Mario Hidalgo, Francisco Acuña, Norman Gómez, Érick Rodríguez, Heriberto Quirós.
Al ganar el torneo regional el Club Sport Cartaginés tuvo el derecho de enfrentar al campeón de la Copa Libertadores en la edición de la Copa Interamericana 1996, su rival fue el Club Atlético Vélez Sarsfield. El primer partido se dio el 17 de febrero de 1996 en Cartago, con empate de 0-0, y el partido de vuelta se dio el 24 de febrero del mismo año en Liniers, Argentina con el marcador favorable para Vélez de 2-0
| Alineación: - Hermidio Barrantes - Henry Wood - Evaristo Contreras - Marco Tulio Hidalgo - Maximillian Peynado - Max Sánchez - Alexánder Gómez - Luiz Claudio dos Santos - Erick Rodríguez - Heriberto Quirós - Norman Pin Gómez |  | Final Interamericana 1996 Barrantes Contreras Peynado Wood Hidalgo Sánchez Gómez Dos Santos Rodríguez Quirós Gómez |
| Final Interamericana 1996 Barrantes Contreras Peynado Wood Hidalgo Sánchez Gómez Dos Santos Rodríguez Quirós Gómez |  | |

En el año 1996 además del subcampeonato de la Copa Interamericana, el equipo obtuvo dos subcampeonatos más (en el torneo de copa y en el campeonato nacional). En el torneo de copa perdió la final frente a Belén F.C. 1-0; y en el Campeonato nacional de 1995-1996, el Cartaginés volvió a la final, esta vez siendo derrotado con solvencia por la Liga Deportiva Alajuelense con marcador global adverso de 2 a 4.

### 2000-2012: Época de irregularidad
Es una de las épocas más irregulares que ha tenido el club durante su historia especialmente porque el equipo estuvo cerca del descenso en las temporadas 2001-2002 (se terminó décimo en la tabla general evadiendo el descenso en las instancias finales), 2003-2004 (el Club echó mano de cinco directores técnicos, la institución brumosa vivió la campaña 2003-2004 en medio de una peligrosa tempestad, con un equipo que desde el principio permaneció sumergido en el fondo de la tabla. Para el Clausura y, a pesar de los esfuerzos hechos, no había forma de salir a flote. A tan solo tres fechas para el final, Cartaginés continuaba en peligro real de descenso. Fue hasta el último juego, en el “Fello” Meza ante Liberia, cuando se salvó con una anotación de Danny Fonseca al minuto 63) y en el campeonato 2007-2008 también peleó por el no descenso.
La temporada 2002-2003 fue la mejor campaña durante esta etapa, alcanzando el tercer lugar del campeonato, además fue el campeonato en el cual el delantero uruguayo Claudio Ciccia tuvo para el Cartaginés una memorable actuación que le llevó a botar varias marcas nacionales: Se convirtió en el mejor goleador del CSC en un torneo, máximo artillero del campeonato con 41 goles y emergió como el extranjero con más goles en un solo torneo.
Y en la temporada 2004-2005 el equipo logra llegar a las semifinales. Lo mismo pasó en los torneos de Invierno 2010 e Invierno 2011.

### 2013-2021: Protagonistas y bicampeones de Copa
En el campeonato de Verano 2013 el equipo disputó la final contra el Club Sport Herediano, tras un campeonato impecable, donde estuvo en primer lugar de la tabla en las primeras jornadas. El primer partido de la final se llevó a cabo en el Estadio José Rafael "Fello" Meza Ivancovich, en el cual Cartaginés venció al equipo Herediano 3 goles por 1, con tantos de: Carlos Johnson, Mauricio Castillo y Randall " El Chiqui" Brenes, para el Cartaginés, y un gol de Víctor "El Mambo" Nuñez para el Herediano, terminando el partido con una cómoda ventaja de 2 goles para el Cartaginés.
El segundo partido se disputó en el Estadio Eladio Rosabal Cordero, el cual fue uno de los partidos más emocionantes del campeonato. El Cartaginés ocupaba que el Herediano no marcara ningún tanto para hacerse del Campeonato, sin embargo los azules sufrieron una situación muy complicada tras una falta de penal en el primer tiempo, señalada por el árbitro Randall Poveda tras una falta de José Villalobos Chan sobre "El Mambo" Núñez. El penal, lanzado por "El Mambo", pone al equipo Herediano por delante, dejándole al Cartaginés la esperanza de que el equipo Herediano no marcara ningún gol más para así asegurarse el Campeonato, pero en la segunda mitad aparece el autor del primer gol para marcar el segundo tanto y así arrebatarle al Cartaginés la oportunidad de campeonizar en los 90 minutos reglamentarios. Pese a este resultado se tuvo que acudir a los tiempos extra para definir el partido.
En los tiempos extra se disputaba lo que podía ser una gran historia para el equipo brumoso. Tras un tiro de esquina en los primeros 15 minutos aparece Yendrick Ruíz para anotar el gol que aumentaba el marcador global a favor del Herediano, dejando al Cartaginés desesperanzado y rezagado. Sin embargo, en el segundo tiempo extra, un brillante cabezazo del delantero Andrés Lezcano puso el marcador global 4 a 4, de esta forma el Cartaginés tenía la oportunidad de ir a los penales después de un partido de mucho sufrimiento para el equipo blanqui-azul.
A la hora de disputar los penales, el jugador brumoso Randall Alvarado falla el penal que le correspondía, y de esta forma el "Team" tomaba ventaja en la tanda. Después de 2 penales más, el equipo Herediano se coronó campeón del Campeonato de Verano 2013, dejando al Cartaginés nuevamente como Subcampeón.
A pesar de este resultado, es destacable el rendimiento que tuvo el equipo, liderado por Javier Delgado Prado, tras varias jornadas de mucho esfuerzo y buenos resultados que, aunque no se logró el campeonato, después de más de una década de no llegar a una final, el equipo logró un subcampeonato de mucho prestigio y que le permitió al conjunto brumoso el boleto a la Concacaf Liga Campeones 2013-2014, debido a que el campeón de Belice no cumplía con los requerimientos mínimos de infraestructura.
Tras un discreto torneo de verano en el que ocupa puestos de media tabla, el equipo se refuerza con jugadores de experiencia en casi todas sus líneas y enfrenta el Torneo de Copa 2014 el cual gana en forma invicta al vencer al Deportivo Saprissa con un marcador de 3-2, después de derrotar en semifinales a la Liga Deportiva Alajuelense en dos partidos por marcador idéntico de 2-1. Con esta Copa se da fin a una sequía de casi 20 años sin títulos.
Al año siguiente logró ganar el Torneo de Copa 2015 al vencer al Club Sport Herediano en la final por medio de los lanzamientos de penal, después de que el partido finalizara empatado 1-1 (3-1), y alcanzó el cuarto título de Copa en la historia.
El Cartaginés en los campeonatos de los años 2016 y 2017 permaneció en puestos de media tabla, sin poder clasificar a la segunda fase de los torneos. La situación se complicó para el campeonato Clausura 2018, donde el equipo solo obtuvo una victoria en 22 juegos, además acumuló 12 derrotas y 9 empates para apenas 12 puntos (solo anotó 16 goles y recibió 32), que lo dejó en el último lugar de este certamen. Al tomar en cuenta el torneo de Apertura 2017 y Clausura 2018, los brumosos en 44 encuentros ganaron apenas 5 partidos, empataron 20 y perdieron 19, para sumar un rendimiento de 26,5%, el peor de su historia, incluso más malo que el de la temporada de 1982 cuando descendió a la segunda división. Para los torneos de Apertura 2019 y Clausura 2019 queda cerca de clasificar a las instancias finales del torneo local, quedando fuera por un punto y por un gol respectivamente. 
Para el Apertura 2020, de la mano del técnico Hernán Medford logra clasificar a semifinales luego de 6 años de no llegar a las instancias finales. Sin embargo, pierde la serie contra el Deportivo Saprissa, con un global de 6-3. El jugador Marcel Hernández obtiene el título de mejor extranjero de campeonato. En el Clausura 2020, logra clasificar nuevamente a semifinales como segundo lugar del Grupo B, por lo que se enfrenta a Liga Deportiva Alajuelense, en un duelo muy parejo, que terminó 4-3 en contra del equipo de brumoso. Para ese torneo, Marcel Hernández finalmente consigue ser el máximo goleador del torneo, con 14 tantos. Para el Apertura 2021, queda en quinto lugar por gol diferencia, a pesar de tener la misma cantidad de puntos que el Santos de Guápiles, y no logra clasificarse a la fase final. Finalmente, para el Clausura 2021, termina el campeonato en octava posición, totalmente fuera de puestos de clasificación.

### 2022-presente: Campeones nacionales tras años de sequía
El Club Sport Cartaginés, al concluir el Torneo de Clausura 2022, terminó en la tercera posición de la Tabla General, lo que le valió su boleto a la Fase Final, a la que clasificaron los llamados "Equipos Grandes" de Costa Rica: Alajuelense, Herediano, el propio Cartaginés y Saprissa. Ya en esta etapa, se enfrentó al Club Sport Herediano, vigente campeón nacional, al cual venció por un marcador de 1-0 en la ida, y obtuvo un empate 1-1 en la vuelta, lo que le valió la victoria en el global 1-2 y su clasificación a la Final, donde se enfrentarían a la Liga Deportiva Alajuelense, quien, además de haber clasificado tras vencer en semifinales al Deportivo Saprissa, llegaba como ganador de la Fase Regular (por haber obtenido el puesto 1° en la Tabla General). Una victoria manuda significaba el título para los rojinegros, mientras que una victoria brumosa alargaba la final otros dos encuentros.
En un partido de ida trabado, Cartaginés y Alajuelense empataron a cero en el Fello Meza, lo que obligaba a Cartaginés a ganar o empatar el partido de vuelta en el Morera Soto para alargar la serie a una Gran Final (en aplicación de la regla del gol de visita), mientras que Alajuelense sólo debía ganar el partido para coronarse como campeón. En la vuelta, el equipo rojinegro golpeó primero, gracias a un desafortunado autogol del portero del Cartaginés. Sin embargo, a menos de 10 minutos para el pitazo final, un cabezazo del cubano Marcel Hernández (quien se encontraba a préstamo en el Cartaginés desde Alajuelense), empataba el partido, lo que daba la victoria al Cartaginés, y obligaba a jugar una Gran Final entre estos mismos equipos (Alajuelense como ganador de la Fase Regular, y Cartaginés como ganador de la Fase Final).
Ya sin la aplicación de la regla del gol de visita en la Gran Final, el partido de ida, jugado en el Fello Meza, demostró una superioridad del Cartaginés, tanto en la posesión, en los pases, y especialmente, en labores defensivas (donde Alajuelense no tuvo ningún tiro directo a marco). En el último minuto del partido, un disparo del Cartaginés, lanzado por Jeikel Venegas, acabó en el travesaño y rebotó dentro de la portería, lo cual significó el 1-0 final, a favor de los brumosos. Para el partido de vuelta, disputado en el Morera Soto, se jugó un partido lleno de emociones para ambas aficiones, donde los primeros 45 minutos terminaron con un 0-0, en el que Alajuelense tuvo una gran cantidad de ocasiones. Para el segundo tiempo, después de un tiro libre por falta cometida cerca del área, el equipo rojinegro anotó el 1-0, que se mantuvo hasta el final del tiempo regular, y forzó la prórroga. Ya en tiempos suplementarios, casi al final del primer tiempo suplementario, un centro encontró al jugador del Cartaginés Geovanni Arturo Campos (quien venía de recuperarse de una lesión tras 8 meses fuera), y tras un cabezazo de este último, marcaba el gol del empate, que significaba el 1-2 en el global, a favor de los brumosos. 
Tras llegar al minuto 120 de la prórroga, y con el pitazo final, el Club Sport Cartaginés obtuvo la victoria y logró coronarse campeón de la Primera División de Costa Rica el 6 de julio de 2022, tras casi 82 años de sequía futbolística a nivel nacional, y justamente en el que sería el cumpleaños 102 de José Rafael Meza Ivancovich "Fello", una de las mayores figuras del equipo.
| Alineación: - Kevin Briceño - José Luis Quirós - José Gabriel Vargas - Daniel Chacón - Carlos Barahona - Allen Guevara - Michael Barrantes - Víctor Murillo - Jeikel Venegas - Dylan Flores - Marcel Hernández |  |  | 35 17 5 18 12 31 6 7 20 70 9 |
| |  |  |                              |

El Club Sport Cartaginés participó en el Torneo de Copa de Costa Rica en el 2022, en octavos de final se enfrentó ante el Municipal Turrialba, logrando avanzar a cuartos de final con el marcador global 2-0. En cuartos de final se enfrentó ante el Sporting F.C, llegando a eliminarlos con el marcador global 3-2. En la etapa de semifinales, el equipo brumoso se enfrentó ante el Deportivo Saprissa, con el marcador global a favor de 4-1, el Club Sport Cartaginés lograba avanzar a la final de la copa. En la final, tuvo a su clásico rival, el Club Sport Herediano, en el juego de ida, finalizó con derrota en el marcador 2-1, siendo el gol del equipo brumoso Kenneth Cerdas al minuto 57. En el juego de vuelta se definió en el Estadio José Rafael "Fello" Meza, debido a los goles tempraneros de Michael Barrantes al minuto 3 y el gol de Ronaldo Araya al minuto 5, el encuentro finalizó sin alargar el marcador, finalizando con el triunfo 2-0, siendo en el marcador global la remontada de un 3-2, logrando obtener el título del Torneo de Copa, siendo este su segundo título del año 2022.

## Mascota
La mascota del Club es Max un Leopardus pardalis o Ocelote, nombrado en Costa Rica como "Manigordo" un animal en peligro de extinción en Costa Rica protegida por la Ley de Conservación de Vida Silvestre n.º 7.317 de 1992, e incluida en el Apéndice I de CITES. Que es común en las zonas de Tapantí, Orosi y Cachí en la provincia de Cartago. La actual mascota fue presentada en agosto de 2016 y el traje pesa 5 Kilos.

## Partidos internacionales
El Cartaginés ha viajado a 10 países desde 1921 siendo sus destinos en sus 106 años de trayectoria: República Checa, Argentina, Honduras, Jamaica, México, El Salvador, Estados Unidos, Guatemala, Nicaragua, y Panamá. Tanto en Costa Rica como en suelo internacional se han enfrentado a 115 oponentes distintos; a continuación algunos equipos con los que se ha enfrentado:
| - América - Atlante - Atlas - Guadalajara - Club Inter Playa del Carmen - Club Deportivo Tiburones Rojos de Veracruz - Pioneros de Cancún - Santos Laguna - Barcelona - Emelec - Robert - Sporting de Barranquilla - Cúcuta Deportivo - River Plate - Liverpool - Nacional - Motagua - Petrotela - Real España - Olimpia - Aurora | - Lanús - Club Atlético Rosario Central - Independiente - Vélez - Estudiantes - Rápid Viena - Universidad Católica - Club Deportivo Huachipato - Botafogo - Sparta Praga - Teplice - Comunicaciones - Xelajú - Fulham - FAS - Luis Ángel Firpo - Tauro - San Francisco - Atlético Chiriquí - Atlético Veragüense - Árabe Unido |

### Partidos internacionales (categorías menores)
- FC Barcelona
- Manchester United
- FC Dallas
- Valedores
- Halcones de Veracruz
- Club de Fútbol Pachuca
- Pumas de la UNAM
- Leones Negros
- Deportivo Toluca
- Club Deportivo Guadalajara

## Estadio

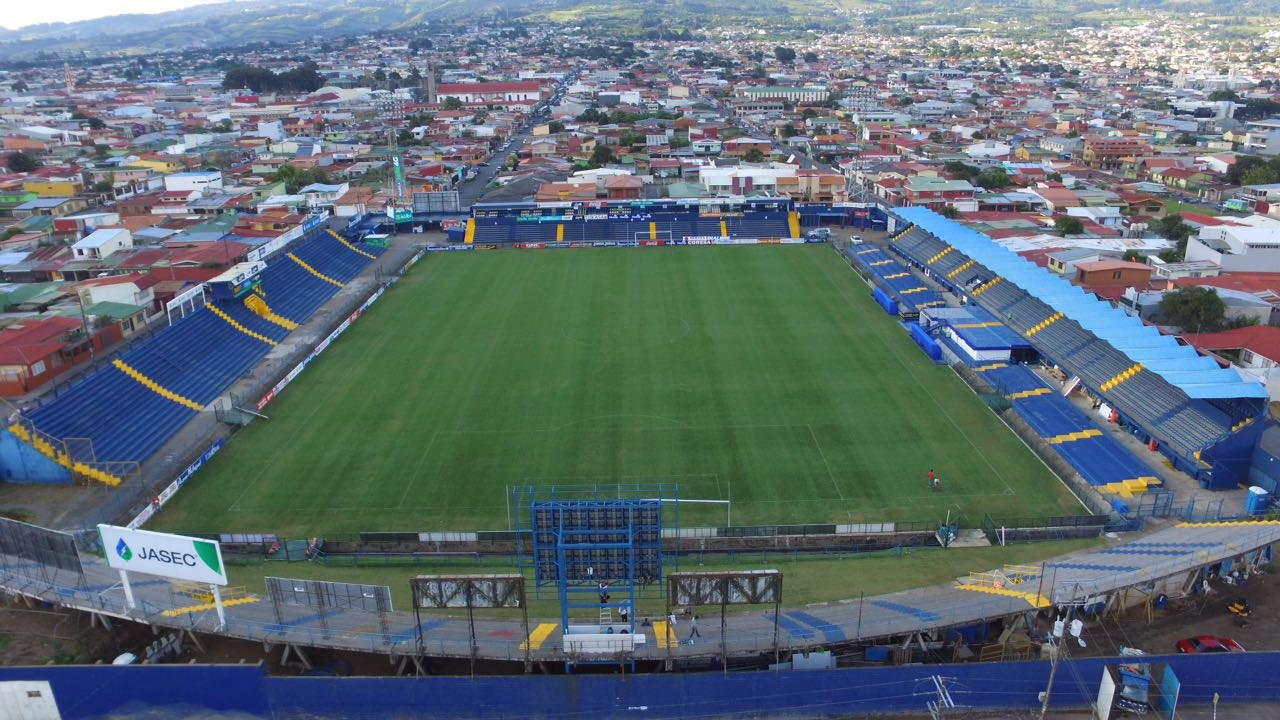

Dirección: Calle 8, Avenida 11 y 13, Barrio Asís, Cartago, República de Costa Rica.
Dimensiones: 105m x 72m.
Capacidad: según las recomendaciones de la Comisión Nacional de Emergencias (CNE) la capacidad total del inmueble es de 12.500 espectadores ubicándose en el cuarto puesto de los estadios de Costa Rica con mayor capacidad por detrás de los estadios Nacional, Ricardo Saprissa, Alejandro Morera Soto. Desde 1973 el estadio no cuenta con graderías nuevas o adicionales. Al inicio del Tornero de Invierno 2016 se le realizaron mejoras estructurales así como la instalación de una nueva gramilla natural tipo Bermuda, nuevos camerinos, sala de prensa, plateas, zona mixta, pantalla gigante así como mejoras de pintura en todo el inmueble.

## Evolución del uniforme
| 1906 Fundación       | 1923 Campeón Nacional | 1936 Campeón Nacional | 1940 Campeón Nacional     | Campeón Concacaf 1994 |
| 2002-2003 Campeonato | 2003-2004 Campeonato  | 2013 Torneo Verano    | 2014 - 2015 Conmemorativo | 2022 Campeón Nacional |

## Proveedores y patrocinadores
| Periodo   | Patrocinador | Proveedor      |
| --------- | --- | -------------- |
| 1977      | Visa | Ninguno        |
| 1978      | Sanyo | Ninguno        |
| 1979      | Almacén González | Ninguno        |
| 1980-1981 | Almacén Camarasa | Ninguno        |
| 1981-1982 | Ortho | Ninguno        |
| 1983      | Yube | Ninguno        |
| 1984      | Borden, Inc. | Ninguno        |
| 1990      | Mucap | Ninguno        |
| 1992-1993 | Bancrédito | Ninguno        |
| 1995      | Bancrédito | Ninguno        |
| 1996      | Mucap | Atlética       |
| 1996-1997 | Gillette | Atlética       |
| 1997-1998 | Pepsi | Atlética       |
| 1999      | Pepsi | Reebok         |
| 2000-2001 | Samsung | Joma           |
| 1999-2004 | Samsung | Do more        |
| 2004-2005 | Zapatos Shut | Topper         |
| 2005-2007 | Dos Pinos | Joma           |
| 2007-2008 | Bancrédito | Joma           |
| 2008-2011 | Kölbi / Mucap | Forza          |
| 2012-2013 | Kölbi / Bancrédito | Patrick        |
| 2013      | Bancrédito / Huawei | Patrick        |
| 2014-2015 | Bancrédito / Huawei | Lotto          |
| 2016-2019 | Bancrédito / Prémium / MECO / Chery                                                                                                 | Joma           |
| 2020      | Chery | Capelli Sport  |
| 2021      | Mucap / Gollo / Chery / Don Pedro                                                                                                   | Capelli Sport  |
| 2022      | Banco Nacional / FAW | NET Sportswear |
| 2023      | Banco Nacional / Valvoline / Chery / Burger King / Don Pedro / Kölbi                                                                | Monarca        |
| 2024      | Valvoline / Chery / Burger King / Kölbi / Tica Bus / Universidad Hispanoamericana                                                   | Monarca        |
| 2025      | Chery / Burger King / Raven Nutrition Care / Tica Bus / Universidad San Marcos / Hariana - Harina de Arroz / Más Que Pollo Pizzeria | Monarca        |

## Administración

### Presidentes Representativos del Club Sport Cartaginés[45]
Aproximadamente el Cartaginés ha tenido más de 40 presidentes, se destacan los siguientes:
| Período | Presidente                    |
| --- | ----------------------------- |
| 1906: Primer presidente del club.                                                                              | William Henry Pirie Wiley     |
| 1935-1941:durante su gestión se logra el campeonato nacional de 1940                                           | Marino Leandro Navarro        |
| 1946-1950 y 1965-1966: Se le recuerda por su gran conocimiento del club y gestión de construcción del estadio. | Rogelio Coto Monge            |
| Años 70's: Logra mantener al club en una estabilidad económica importante.                                     | Jorge Luis Villanueva Badilla |
| 1973: Durante su gestión logra conjuntar grandes planillas y da estabilidad económica.                         | Oscar Calderón Campos         |
| 1994-1997:durante su gestión logra el campeonato de la copa de campeones de la CONCACAF 1994.                  | Rafael Palma Venegas          |
| 2018-2022:durante su gestión logra el campeonato nacional de 2022.                                             | Leonardo Vargas Monge.        |

## Jugadores

### Transferencias Apertura 2025
| Altas            | Altas         | Altas                      | Altas           | Altas |
| Jugador          | Posición      | Procedencia                | Tipo            |       |
| ---------------- | ------------- | -------------------------- | --------------- | ----- |
| Everardo Rubio   | Defensa       | Comunicaciones             | Libre           |       |
| Carlos Barahona  | Defensa       | Apollon Limassol           | Fin de préstamo |       |
| Dariel Castrillo | Mediocampista | Puntarenas F.C.            | Libre           |       |
| José Mora        | Mediocampista | Guanacasteca               | Libre           |       |
| Claudio Montero  | Mediocampista | Liga Deportiva Alajuelense | Libre           |       |
| Johan Venegas    | Delantero     | Guanacasteca               | Libre           |       |

### Bajas 2025
| Bajas             | Bajas         | Bajas                      | Bajas           | Bajas |
| Jugador           | Posición      | Destino                    | Tipo            |       |
| ----------------- | ------------- | -------------------------- | --------------- | ----- |
| Kevin Espinoza    | Defensa       | Sporting F.C.              | Fin de contrato |       |
| William Quiros    | Defensa       | Guadalupe F.C.             | Fin de contrato |       |
| Jeikel Venegas    | Mediocampista | Guadalupe F.C.             | Fin de contrato |       |
| Allen Guevara     | Mediocampista | San Carlos                 | Fin de contrato |       |
| Cristian Martínez | Mediocampista | San Carlos                 | Préstamo        |       |
| Jostin Daly       | Delantero     | Antigua GFC                | Fin de contrato |       |
| Arturo Campos     | Delantero     | Club Sport Herediano       | Fin de préstamo |       |
| Kenyel Michel     | Delantero     | Liga Deportiva Alajuelense | Fin de préstamo |       |

### Jugadores Mundialistas
- Róger Gómez
- Héctor Marchena
- Danny Fonseca
- Randall Brenes
- Daniel Chacón

### Jugadores Extranjeros
| - Franco Basso - Luciano Bostal - Francesco Celeste - Facundo Crespo - Carlos Alberto Díaz - Hernán Fener - Lucas Emanuel Gómez - Nelson Emanuel González - Jonathan Hansen - Patricio Landa Garza - Mauricio Mazzetti - David Müller - Diego País - Marcos Pol - Ariel Segalla - Cristian Taborda - José Zelaye - Carim Adippe - Joaquín Aguirre - Martín Arriola - Claudio Fabián Ciccia - Paolo Cardozo - Marcelo Paredes - Julio Ribas - Fabrizio Ronchetti - Leandro Silva - Pablo Tiscornia - Nicolás Vigneri - Diego Vitabar - Jorge Henrique Barbosa da Lima - Eneas da Conceiçao - Edmar Figueira - Neto Mineiro - Ricardo Duarte Rodrigues - Wilson Pereira - Kennedy Rocha | - Sergio Reyna - Jhon Jairo Quiñónes - William Palacios - Adrián Rojas - Luis Gutiérrez - Darwin Lom - Christian Santamaría - Marco Cubillo - Arnold Cruz - Elmer Guity - Marcelo Pereira - Erick Cabalceta - Christian Martínez - Yader Balladares - Byron Bonilla - Bryan López - Carlos Montenegro - Roberto Brown - Yairo Glaize - Gabriel Gómez - Román Torres - Érick Ponce - Julio Cruz - Juan Delgadillo Fuentes - Diego González Hernández - Sebastián Flores - Juan Torres - Michael Tommy - Marcel Hernández - Aubrey David |

### Goleadores
- 1938 José Rafael "Fello" Meza Ivancovich, 11.
- 1940 José Rafael "Fello" Meza Ivancovich, 13.
- 1942 Fernando Solano, 18
- 1951 Alexis Goñi, 23.
- 1951 Jaime Meza, 17
- 1952 José Rafael "Fello" Meza Ivancovich, 7.
- 1952 Jaime Meza, 7.
- 1961 Alberto Armijo, 15.
- 1973 Leonel Hernández, 16.
- 02-03 Claudio Fabián Ciccia, 41.
- 04-05 Randall "Chiqui" Brenes, 16.
- Invierno 2010 Randall "Chiqui" Brenes, 10.
- Invierno 2011 Randall "Chiqui" Brenes, 13.
- Apertura 2020 Marcel Hernández, 13
- Clausura 2022 Marcel Hernández, 16

### Extranjeros con más partidos
- Marcel Hernández (150 partidos)
- Marco Pato García (114 partidos)
- Carlos Alberto Díaz (105 partidos)
- Luis Claudio Dos Santos (100 partidos)
- Claudio Ciccia (95 partidos)
- Arnold Cruz (67 partidos)

## Entrenadores
| - Lorenzo Arias (1921-1923) - Napoleón Aguilar (1935-1936) - Aníbal Loria y Raúl Pacheco (1940) - José Rafael "Fello" Meza Ivancovich (años 50s) - Eduardo Visso Abella (1958) - Rogelio Rojas (1963-1964) - Carlos Farres (1965) - Alfredo "Chato" Piedra (1965-1974) - Marvin Rodríguez (1968-1970) - Rodolfo Arias - Armando Mareque (1973) y (1975) - Luis Borghini (1973) y (1975) - Walter Elizondo (1977) y (1979) - Álvaro Grant McDonald (1982) - Juan José Gámez (1982-1986), (1996-1997) - Gustavo De Simone (1987) - Juan Luis Hernández (1987),(1997-1998), (2000), (2004-2005), (2007-2009) - Ernesto Mastrángelo - Flavio Ortega (1994) - Rolando Villalobos (1995-1996), (2012) - José Mattera (1999-2000) - Josef Pešice (2001) - Michal Bílek (2001-2002) - Carlos De Toro (2002-2003) - Alexandre Guimarães (2003) - Marvin Solano (2004) - Iván Mraz | - José de la Paz Herrera - Giovanni Alfaro - Carlos Linaris (2004-2005) - Ronald Mora (2005-2006) - Luis Manuel Blanco (2006) - Johnny Chaves (2010-2012) - Odir Jacques (2012) - Javier Delgado Prado (2012-2014) (2017) - Mauricio Wright (2014) - Enrique Maximiliano Meza (2015) - Claudio Fabián Ciccia (2015) - César Eduardo Méndez (2015-2016) - Jeaustin Campos (2016 - 2017) - Adrián Leandro (2017-2018) - Greivin Mora (2018) - Gustavo Roverano (2018) - Paulo Wanchope (2018) - Martín Arriola (2018-2019) - Hernán Medford (2019-2021) - Géiner Segura (2021-2022) - Paulo Wanchope (2022-2023) - Mauricio Wright (2023) - Mario García (2023-2024) - Greivin Mora (2024) - Andrés Carevic (2025-presente) |

## Datos del club
- Debut:17 de julio de 1921 ante La Libertad (0-0)
- Primer gol: 31 de julio de 1921 contra la Sociedad Gimnástica Española de San José (1-2). El gol lo concretó Alberto Coto
- Puesto Histórico: Cuarto Lugar
- Temporadas en Primera División: 105 (dato actualizado al Clausura 2023)
- Partidos jugados en primera: 2492
- Jugadores utilizados: 704
- Goleador histórico: Leonel Hernández  (185 goles) Incluye partidos oficiales, copas y partidos internacionales[46]

### Jugadores con más goles en el Campeonato Nacional
| Pos | Jugador                     | Goles |
| 1   | Leonel Hernández            | 185   |
| 2   | Randall Brenes              | 117   |
| 3   | Marcel Hernández            | 105   |
| 4   | Wally Vaughns               | 77    |
| 5   | Alex Goñi                   | 71    |
| 6   | Alfredo Piedra              | 70    |
| 7   | Bernald "Dinamita" Mullings | 66    |
| 8   | José Rafael "Fello" Meza    | 64    |
| 9   | Rigoberto Rojas             | 63    |
| 10  | Claudio Ciccia              | 61    |
| 11  | Róger Gómez                 | 59    |
| 12  | Héctor “Macho” Coto         | 59    |
| 13  | Heriberto Quirós            | 59    |

### Jugadores con más encuentros en el Campeonato Nacional
| Pos. | Jugador                    | Partidos Jugados | Observación                                                          |
| 1    | Danny Fonseca              | 656              | Cuarto Jugador con más partidos jugados en la historia de Costa Rica |
| 2    | Paolo Jiménez              | 362              |                                                                      |
| 3    | Leonel Hernández           | 360              |                                                                      |
| 4    | Miguel Calvo               | 329              |                                                                      |
| 5    | Marco Tulio Hidalgo        | 329              |                                                                      |
| 6    | Wally Vaughns              | 277              |                                                                      |
| 7    | Enrique Marín              | 270              |                                                                      |
| 8    | Enrique Córdoba            | 260              |                                                                      |
| 9    | Giovanni Alfaro            | 237              |                                                                      |
| 10   | Bernard "Dinamita" Mullins | 220              |                                                                      |
| 11   | Carlos Alvarado            | 220              |                                                                      |
| 12   | Héctor “Macho” Coto        | 212              |                                                                      |

### Distinciones del equipo
- Premio UNAFUT al mejor director técnico: Javier Delgado Prado.
- Premio UNAFUT al mejor portero del campeonato: Luis Torres.
- Premio UNAFUT al mejor jugador del campeonato: Carlos Johnson.
- Premio UNAFUT al equipo con mayor ascenso y el más destacado durante el torneo verano 2013.
- Premio UNAFUT a la defensa con menor promedio de gol en contra.
- Reconocimiento de UNAFUT a Danny Fonseca por ser el jugador que más partidos ha disputado con el Cartaginés.
- Reconocimiento por parte de la Municipalidad de Cartago por el desempeño en el torneo, además los jugadores, cuerpo técnico fueron nombrados como hijos predilectos de la ciudad de Cartago.
- 19 partidos consecutivos en el primer lugar del torneo verano 2013.
- Después de 77 años (última vez en 1940) vuelve a ganar un partido de una final de campeonato nacional.
- Primera vez que anota 3 goles en un solo partido de final de un campeonato nacional.
- 10 partidos consecutivos sin perder.
- Le gana una serie de muerte súbita a Saprissa por primera vez en la historia.
- Mejor arranque en torneos cortos en el Campeonato Verano 2013 con 6 victorias consecutivas.
- Al ganar 6 partidos consecutivos se supera la marca que tenía el ballet azul de los años 60s.
- El exportero Asdrúbal Meneses fue el dedicado al torneo de verano 2013.
- El Club Sport Cartaginés fue el equipo con mayor recaudación por concepto de taquillas en 2013, con un total de ¢377 millones.

### Distinciones individuales
- Alexis Goñi Fonseca: en 1952 marcó 13 anotaciones de cabeza, récord nacional que aún sigue vigente. Además, pertenece desde el año 2009 a la Galería Costarricense del Deporte.
- Alberto Schenfeld (Argentino): marca el gol más rápido en un partido de la primera división de Costa Rica en el año de 1991, ocurrió a los 8 segundos
- Marvin Solórzano designado el mejor portero de la Copa de Campeones de la CONCACAF en el año 1994
- Claudio Fabián Ciccia: uno de los jugadores con más goles anotados en una sola temporada en el fútbol costarricense, con 41 goles. En la temporada 2002-2003, quedó colocado como el segundo mejor goleador a nivel mundial según la Federación Internacional de Historia y Estadística de Fútbol.
- José Francisco Alfaro: el domingo 1 de abril de 2007 anota el gol 3000 del Club Sport Cartaginés.
- Martín Arriola: al mejor extranjero en el Campeonato de Verano 2009.
- Randall "Chiqui" Brenes: al mejor jugador del Campeonato de Invierno 2010.
- Diego Joaquín País (Argentino): al mejor gol anotado durante el Campeonato de Invierno 2010.
- Randall "Chiqui" Brenes: al mejor jugador del Campeonato de Invierno 2011.
- Carlos Johnson Carpio: al mejor jugador del Campeonato de Verano 2013.
- Luis Torres: al mejor guardameta del Campeonato de Verano 2013.
- Javier Delgado Prado: al mejor director técnico del Campeonato de Verano 2013.
- Johan Condega: al mejor jugador del Torneo de Copa 2014.
- Marcel Hernández: al mejor gol del Campeonato de Apertura 2018 (Costa Rica) mejor extranjero en el Campeonato de Apertura 2018 (Costa Rica), Campeonato Clausura 2020 (Costa Rica), Campeonato Apertura 2020 (Costa Rica), Campeonato Clausura 2022 (Costa Rica)
- Daniel Chacón: al mejor jugador sub-20 del Campeonato Apertura 2020 (Costa Rica)
- Géiner Segura: al mejor director técnico del Campeonato Clausura 2022 (Costa Rica)
- Kevin Briceño: al mejor guardameta del Campeonato Clausura 2022 (Costa Rica)

### Distinciones Colectivas
- Fue el primer equipo nacional en usar patrocinador en su camiseta, esto sucedió en 1977 y el patrocinador fue VISA.
- Mejor defensa en el Torneo de Verano 2008.
- 11 partidos consecutivos ganados entre el año 1965 al año 1966.
- 18 partidos consecutivos sin perder en el año 1966.
- En honor a la celebración de sus 100 años de existencia la selección nacional de Costa Rica utilizó sus uniformes para amistosos y el mundial mayor en Alemania 2006.
- La institución fue la dedicada para el Campeonato Nacional 2006/2007.
- Premio al equipo más disciplinado durante el Torneo Invierno 2011.
- Mejor arranque en torneos cortos en el Campeonato Verano 2013 con 6 victorias consecutivas.
- El Estadio José Rafael "Fello" Meza Ivancovich es el primer estadio en Latinoamérica en ser certificado como espacio libre del humo de tabaco, cumpliendo así con las obligaciones establecidas en el convenio de la Organización Mundial de la Salud.
- Primer club de Costa Rica en enfrentar a un club de la Premier League en suelo costarricense.
- Extranjero con más choques: Marco García, uruguayo con 114 encuentros
- Porteros con más juegos: Víctor Monge con 185 y Asdrúbal Meneses 179
- Primer partido Internacional: Cartaginés 3 Sporting de Barranquilla (COL) 3 en 1926
- Último partido internacional:  Comunicaciones FC  1-1 Cartaginés (COM gana 5-4 por penales) el 31 de octubre de 2023 (Copa Centroamericana de Concacaf 2023)

### Participaciones en competiciones internacionales
| Internacional                        | Internacional                             |
| Competencia                          | Edición                                   |
| ------------------------------------ | ----------------------------------------- |
| Liga de Campeones de la Concacaf (6) | 1974, 1978, 1989, ''1994'', 1994, 2013-14 |
| Liga Concacaf (1)                    | 2022                                      |
| Copa Centroamericana de Concacaf (1) | 2023                                      |
| Copa Interclubes de la Uncaf (3)     | 1974, 1976, 1978                          |
| Copa Interamericana (1)              | 1997                                      |

- En Negrita las veces que fue campeón de la competición

### Desempeño en competiciones internacionales
- Copa Fraternidad Centroamericana: (1971-1984) 3 Apariciones

1974 – 6° Lugar
1976 – 5° Lugar
1978 – 2° Lugar (Ronda Final)
- CONCACAF Copa de Campeones: (1968-2008) 5 Apariciones

1974 – Primera  Ronda vs.  Motagua 0:1, 0:2 (Motagua avanza 0:3 en el marcador global)
1978 – Primera Ronda vs.  Club Deportivo FAS – 0:2, 1:1 (Club Deportivo FAS avanza 1:3 en el marcador global)
1989 –  4° Lugar (2ª Ronda)
1994 – Campeón vs.  Atlante Fútbol Club - 2:3
1997 – Cuartos de final vs.  Club Deportivo Guadalajara - 0:1
- Liga de Campeones de la Concacaf: (2008-2023) 1 aparición

2013-14 – 4° Lugar (Grupo 8) (18° en la Tabla General)
- Liga Concacaf: 1 Aparición

2022 - Octavos de final vs.  Real Club Deportivo España - 0:2, 0:2 (Real España avanza 0:4 en el marcador global)
- Copa Centroamericana de Concacaf: (2023- Actualidad) 1 Aparición

2023 - Repechaje vs.  Comunicaciones Fútbol Club - 1:1, 1:1 (Comunicaciones avanza por penales 4:5, 2:2 en el marcador global)

- Copa Interamericana: (1969- 1998) 1 Aparición

1996 - Subcampeón vs.  Vélez Sarsfield - 0:0, 0:2 (Vélez gana  4:5, 2:2 en el marcador global)

## Palmarés

### Torneos Nacionales (10 Títulos Oficiales)
| Competición nacional                  | Títulos | Subcampeonatos                                                                 |
| ------------------------------------- | --- | ------------------------------------------------------------------------------ |
| Primera División de Costa Rica (4/11) | 1923, 1936, 1940, Clausura 2022                                                                                         | 1924, 1926, 1968, 1973, 1975, 1977, 1979, 1987, 1992-93, 1995-96, Verano 2013. |
| Copa de Costa Rica (5/2)              | Copa Gastón Michaud 1963, Copa Asamblea Legislativa 1984, Copa Popular 2014, Copa Banco Popular 2015, Copa Suerox 2022. | Copa Costa Rica 1959, Copa Federación 1996.                                    |
| Supercopa de Costa Rica (1/1)         | Copa Campeón de Campeones 1979.                                                                                         | Supercopa de Costa Rica 2022.                                                  |
| Recopa de Costa Rica (0/1)            | | Recopa de Costa Rica 2023.                                                     |
| Segunda División de Costa Rica (2/0)  | 1935, 1983. |                                                                                |
| Tercera División de Costa Rica (1/0)  | 1935. |                                                                                |

### Títulos internacionales (1 Título Oficial)
| Competición internacional              | Títulos | Subcampeonatos                    |
| -------------------------------------- | ------- | --------------------------------- |
| Liga de Campeones de la Concacaf (1/0) | 1994.   |                                   |
| Copa Fraternidad Centroamericana (0/1) |         | Fraternidad Centroamericana 1978. |
| Copa Interamericana (0/1)              |         | 1996.                             |

### Torneos de Liga Menor
- Campeón Nacional Categoría Sub20 (1): Verano 2016
- Campeón Nacional Categoría Sub19 (2): Apertura 2023, Clausura 2025
- Campeón Nacional Categoría Sub17 (2): Torneo Verano 2012, Invierno 2016
- Campeón Nacional Categoría Sub15 (1): 2012/2013
- Campeón Prospectos UNAFUT 99 (1): Torneo de Invierno 2012
- Subcampeón categoría 2001 UNAFUT (1): Torneo de Invierno 2013
- Subcampeón categoría U-15 UNAFUT (2): 2004-2005, Torneo de Verano 2013 y Apertura 2023

### Torneos nacionales amistosos
- Campeón Torneo Relámpago (1): 1975
- Campeón Copa La Negrita (3): 1999, 2001 y 2005
- Campeón Torneo 90 Minutos por la Vida (4): 2014, 2016, 2017 y 2021
- Subcampeón Copa Centenario (1): 2006
- Subcampeón Copa 90 minutos por la vida (1): 2013

### Torneos internacionales amistosos
- Campeón Cuadrangular Internacional 70 Aniversario CS Cartaginés (1):  1976[49]
- Campeón Triangular Internacional (1): 1979[50]
- Campeón U-15 de la Copa Internacional de la Amistad (1): 2011
- Campeón categoría 90 Copa Acapulco (2): 2007, 2008
- Subcampeón U-17 de la Copa Internacional de la Amistad (1): 2011

## Filiales
Club Sport Cartaginés Femenino fue creado antes de la pandemia, por ese último se pospuso hasta 2021 su primera temporada en la cual aseguro su permanencia en la Segunda División derrotando 2-0 a Turrialba en el golbal.
En la temporada 2022 las chicas cayeron derrotadas en el global frente a Moravia (0-2) en la fase de eliminación. 
En 2023 llegaron hasta la fase final en la cual no pudieron clasificar a la final del campeonato rumbo al ascenso siendo 3° de grupo.
- Debut: 23 de septiembre de 2021 ante Desamparados (1-1)
- Primer gol: 23 de septiembre de 2021 contra Desamparados FF (1-1). El gol lo concretó Marian Garcia
- Temporadas en segunda división: 4
- Goleadora histórica: María Laura Castro con 18 Incluye partidos oficiales de la Unión de Clubes Femenina